# Maria Heubuch
Maria Heubuch (née le 12 décembre 1958 à Ravensbourg) est une femme politique allemande membre de l'Alliance 90/Les Verts.
Elle devient députée européenne le 25 mai 2014.

## Biographie
Elle exerce la profession d'agricultrice et de productrice de lait dans l'Allgäu depuis 1980